# Macaranga stellimontium
Macaranga stellimontium är en törelväxtart som beskrevs av Timothy Charles Whitmore. Macaranga stellimontium ingår i släktet Macaranga och familjen törelväxter. Inga underarter finns listade i Catalogue of Life.